# 1889 en philosophie
Chronologie de la philosophie
- 1885
- 1886
- 1887
- 1888
- 1889
- 1890
- 1891
- 1892
- 1893

L’année 1889 a été marquée, en philosophie, par les événements suivants :

## Publications
- Nietzsche contre Wagner, de Friedrich Nietzsche.
- Essai sur les données immédiates de la conscience, d'Henri Bergson.

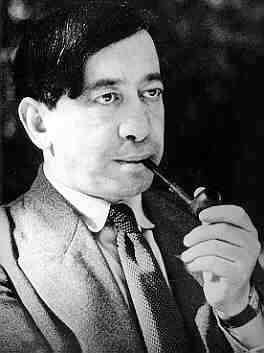
Siegfried Kracauer (1889-1966)
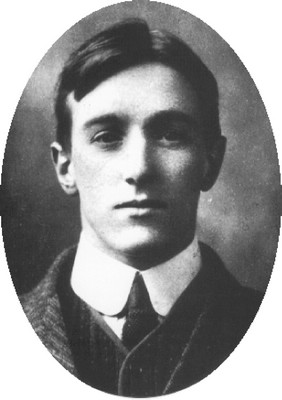
Robin George Collingwood (1889-1943)
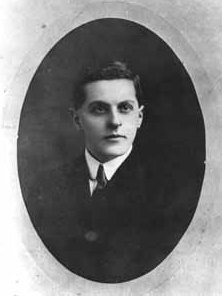
Ludwig Wittgenstein (1889-1951)
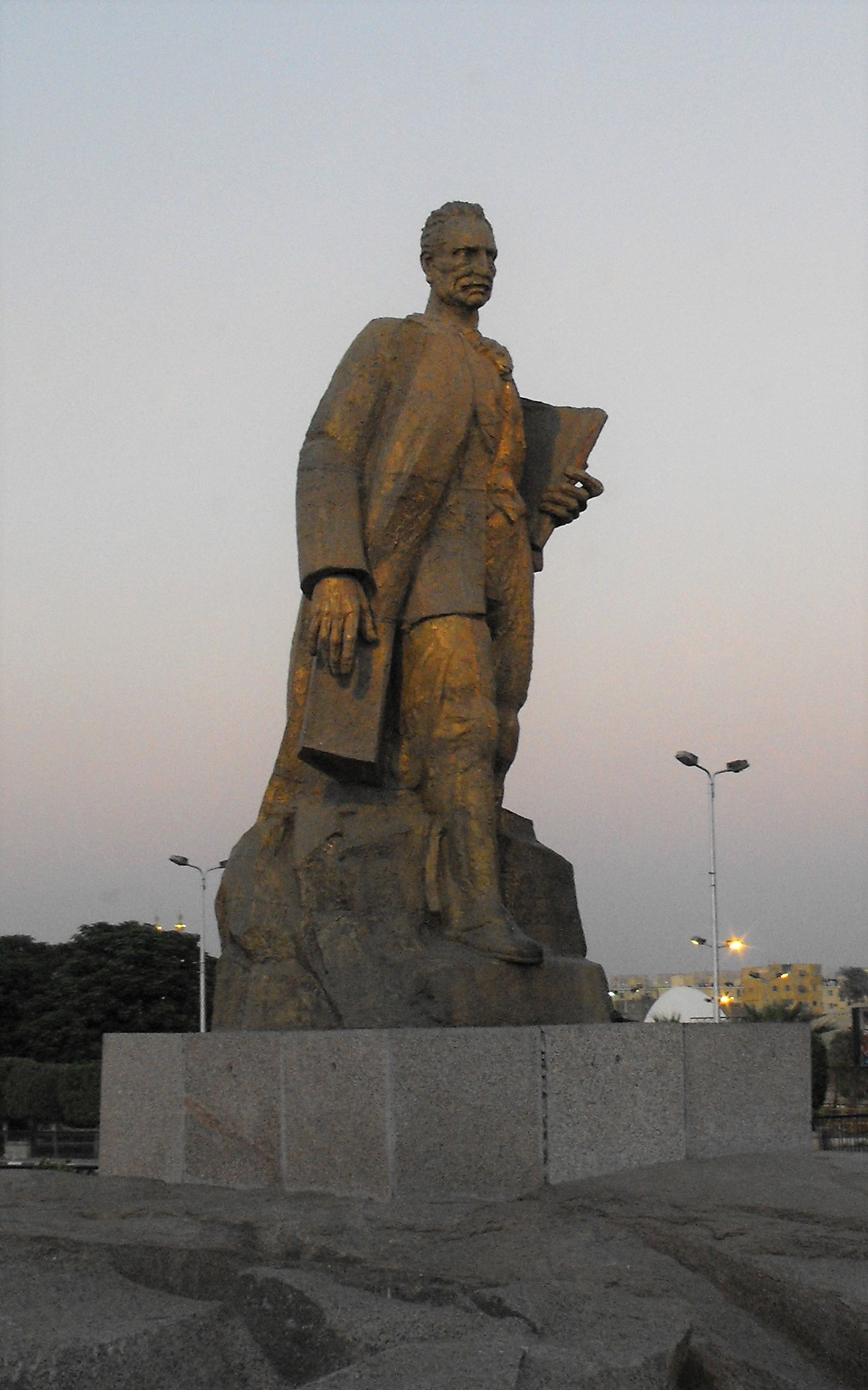
Abbas Mahmud el-Akkad (1889-1964)
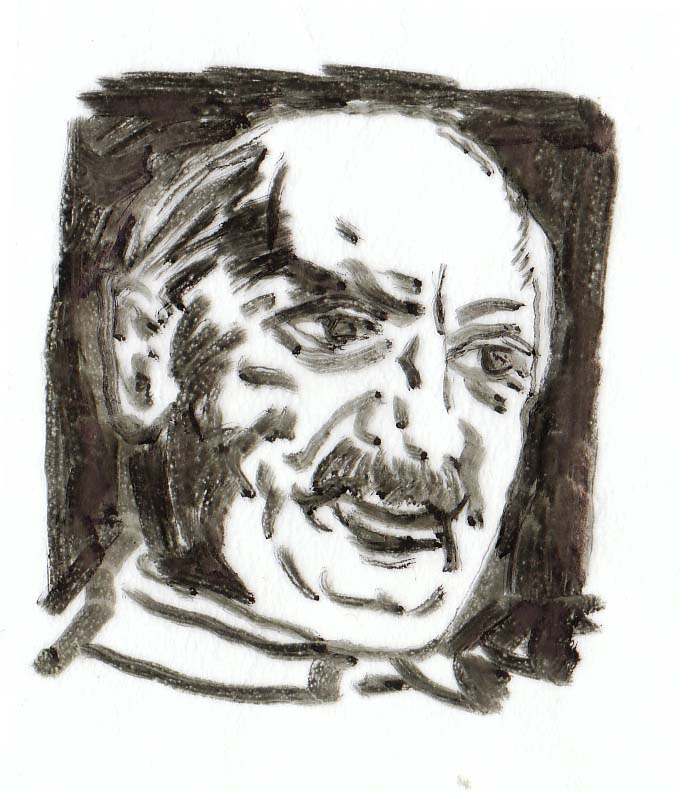
Martin Heidegger (1889-1976)
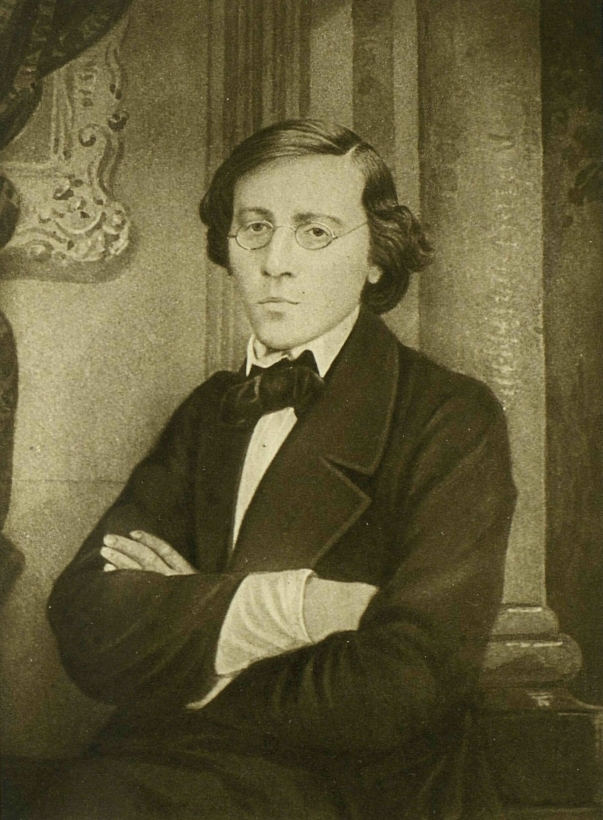
Nikolaj Tsjernysjevskij (1828-1889)

## Naissances
- 1er janvier : Götz Briefs (-1974)
- 26 janvier : Gallo Galli (Italie, -1974)
- 8 février : Siegfried Kracauer (Allemagne, -1966)
- 8 février : Fritz Heinemann (-1970)
- 22 février : Robin George Collingwood, (Angleterre, -1943)
- 1er mars : Tetsurō Watsuji (Japon, -1960)
- 21 mars : Giuseppe Capograssi (Italie, -1956)
- 14 avril : Arnold J. Toynbee (-1975)
- 26 avril : Ludwig Wittgenstein (Allemagne, -1951)
- 1er juin : Charles Kay Ogden (- 1957)
- 28 juin : Abbas Mahmud el-Akkad (Égypte, -1964)
- 26 juillet : Tadeusz Czeżowski (-1981)
- 4 septembre : Moses Schönfinkel (Russie, -1942)
- 5 septembre : Oskar Becker (Allemagne, -1964)
- 14 septembre : Johannes Hessen (Allemagne, -1971)
- 26 septembre : Martin Heidegger (Allemagne, -1976)
- 12 octobre : Dietrich von Hildebrand (Allemagne, -1977)
- 12 octobre : Erich Przywara (-1972)
- 4 décembre : Xavier Zubiri (-1983)
- 7 décembre : Gabriel Marcel (France, -1973)

## Décès
- 20 mai : Benno Kerry (Autriche, 1858-)
- 8 septembre : Hermann Victor Andreae (Allemagne, 1817-)
- 17 octobre (calendrier julien) / 29 octobre (calendrier grégorien) : Nikolaï Tchernychevski, philosophe russe, né en 1828, mort à 61 ans.